# 基数 (军事)
基数是弹药等军械物资供应的一种计算单位，基数量是对单项装备或人员规定的物资数量或重量，对于枪炮即为弹药基数，常用于储备、请领、报销、补充弹药。例如：7.62毫米半自动步枪的一个弹药基数量为200发枪弹，一门82迫击炮一个弹药基数是120发炮弹，100人份的战救药物一个基数量为10千克。
基数量的标准由军队高层根据本国工业生产水平、军队的携行能力、武器装备的战术技术性能和一般的消耗规律统一规定。
使用术语基数的优点在于简单化、规范化，便于计算、供应、记忆和保密，方便部队指挥和保障：便于上级下达军事命令、指示和其他行文，也便于各级军械部门计算弹药数量，报告弹药保障程度。